# 슬럼독 밀리어네어
《슬럼독 밀리어네어》(영어: Slumdog Millionaire)은 2008년에 공개된 영국의 드라마 영화이다. 사이몬 뷰포이가 각본을 쓰고 크리스티안 콜슨이 제작, 대니 보일 감독을 맡은 일부 장면은 인도의 러브린 탠댄이 공동 연출을 했다. 이 작품은 인도의 작가 비카스 스와루프의 소설 《Q & A》을 원작으로 한다. 영화의 배경은 인도로, 인도 뭄바이의 빈민가에 사는 18세 문맹 고아 소년이 헤어진 여자 친구를 찾기 위해 그녀가 좋아하는 퀴즈쇼 "누가 백만장자가 되기를 원하는가?'에 출연한 뒤 2천만 루피의 상금을 거머쥐기 바로 전, 한 문제만 남겨둔 상태에서 사기죄로 체포되면서 벌어지는 과정을 감동적으로 그려냈다. 
이 영화는 텔류라이드 영화제에서 첫 공개되었고, 2008년 토론토 국제 영화제와 런던 영화제에서 상영되었다. 2008년 8월 30일 영국에 이어 2009년 1월 9일 미국에서 개봉되었다. 2009년 1월 22일, 인도 뭄바이에서도 상영되었다. 영화는 전 세계의 다양한 영화제와 시상식에서 찬사를 받아, 미국 아카데미상에서 최우수 작품상, 최우수 감독상, 최우수 각색상 등 8관왕을 차지했다. 영국 아카데미상(BAFTA)에서 최우수 작품상 등 7관왕과 크리틱스 초이스 영화상(미국 방송 영화 비평가 협회)에서 4관왕, 골든 글로브상에서 4관왕을 차지했다.

## 줄거리
2006년 뭄바이의 주후 빈민가 출신의 인도 무슬림인 18세 자말 말리크는 카운 바네가 크로레파티의 참가자로 대상을 놓고 한 문제 거리에 있다. 그러나 2,000만 달러의 질문이 있기 전에 그는 속임수를 쓴 것으로 의심되는 경찰에 의해 구금되고 고문된다. 일련의 플래시백을 통해 자말은 자신에게 각 답을 제공한 그의 삶의 사건을 이야기한다.
다섯 살 때 자말은 오물 구덩이에 뛰어든 후 볼리우드 스타 아미타브 밧찬의 사인을 간신히 얻는다. 자말의 형 살림은 나중에 사인을 판매한다. 그들의 어머니는 봄베이 폭동 중에 살해되고 형제는 폭동을 피하면서 슬럼가에서 온 소녀 라티카를 만난다. 살림은 그녀를 받아들이기를 꺼려하지만 자말은 두 형제가 학교에서 배운 듀마(Alexandre Dumas)의 소설 3총사(The Three Musketeers)에 대한 언급된 이가 "세 번째 총사"가 될 수 있다고 제안한다. 형제들은 스스로를 아토스와 포르토스라고 부르지만 삼총사의 이름은 모른다.
세 명의 아이들은 거리의 아이들을 거지가 되도록 훈련시키는 갱스터 마만에 의해 발견된다. 살림은 마만이 아이들을 더 효과적인 거지로 만들기 위해 눈을 멀게하고 있다는 사실을 알게되자 자말과 라티카와 함께 기차로 탈출한다. 형제는 움직이는 기차에 성공적으로 탑승하지만 라티카는 따라갈 수 없다. 살림은 그녀의 손을 잡았지만 의도적으로 손을 놓아 그녀를 엄마에게 다시 붙잡히게 한다. 앞으로 몇 년 동안 살림과 자말은 기차를 타고 여행하며 물건을 팔고 주머니를 따고 설거지를하고 타즈마할에서 여행 가이드 인 척하면서 생계를 유지한다. 자말의 주장에 따라 그들은 라티카를 찾기 위해 뭄바이로 돌아가 그녀가 마만에 의해 매춘부로 양육되고 있음을 발견한다. 형제들은 그녀를 구하고 살림은 엄마를 죽였다. 살림은 라이벌 범죄 군주인 제이브드와 함께 일자리를 얻는다. 그들의 방에서 살림은 자말에게 아마도 그녀를 성폭행하기 위해 라티카와 함께 그를 내버려 두라고 명령한다. 자말이 거절하자 살림은 그에게 총을 뽑고 라티카는 자말이 떠나도록 설득한다.
몇 년 후 현재 콜센터에서 차이왈라로 일하고 있는 자말은 살림과 라티카에 대한 센터의 데이터베이스를 검색한다. 그는 살림이 제이브드의 범죄 조직의 고위 중위라는 사실을 알고 그와 맞서고 살림은 용서를 간청하고 자말은 라티카와 재결합하기 위해 제이브드의 집으로 향한다. 그는 그녀에 대한 사랑을 고백하지만 그녀는 그녀를 잊으라고 말한다. 거절에도 불구하고 자말은 매일 5시에 빅토리아 터미누스(Victoria Terminus)에서 그녀를 기다리겠다고 약속한다. 라티카는 그곳에서 그를 만나려고 시도하지만 살림이 이끄는 제이브드의 부하들에게 붙잡 힌다. 그들은 차를 몰고 가면서 그녀의 얼굴을 베고 상처를 입힌다. 자말은 라티카와의 연락이 끊기고 그녀에게 연락하기 위한 마지막 시도에서 그녀가 쇼를 보고 있다는 것을 알고 있기 때문에 카운 바네가 크로레파티(Kaun Banega Crorepati)의 참가자가 되기로 결정한다.
자말은 쇼에서 매우 성공적이었으며 쇼의 진행자인 프렘 쿠마르를 실망스럽게도 인도 전역에서 인기를 얻었다. 쿠마르는 두 번째 질문에 대한 잘못된 답을 제공하여 자말을 속이려고 시도한다. 그러나 자말은 50/50 생명선을 사용하고 올바르게 대답하여 그가 바람을 피우고 있다는 의심을 불러 일으 킨다.
에피소드가 끝나면 자말이 체포된다. 첫 번째 구타 후 경찰 조사관은 각 답변을 어떻게 알았는지에 대한 설명을 듣는다. 그의 이야기가 "이상할 정도로 그럴듯하다"는 것을 발견하고 자말이 거짓말쟁이가 되기에는 "너무 진실하다"는 것을 인정한 경찰관은 그가 쇼에 복귀하도록 허용한다. 라티카는 뉴스에서 자말을 본다. 그의 과거 행동을 수정하기 위해 살림은 라티카에게 전화와 자동차 키를 주면서 그를 용서하고 전화를 가까이에 두도록 요청한다. 라티카가 떠난 후 살림은 욕조에 돈을 채우고 그 안에 앉아 제이브드가 라티카가 무료라는 것을 깨닫기를 기다린다.
마지막 질문으로 자말은 세 번째 총사의 이름을 묻는다. 그는 아이러니를 비웃고 자신이 모른다는 것을 인정하지만 어쨌든 질문에 답하려고 노력한다. 그는 자신이 아는 유일한 전화번호이기 때문에 "친구에게 전화하기" 라이프라인을 사용하여 살림에게 전화를 건다. 라티카는 자말에게 자신이 안전하지만 답을 모른다고 대답하고 말한다. 제이브드는 쇼에서 라티카를 듣고 살림이 자신을 배신했다는 것을 깨닫는다. 그와 그의 부하들은 화장실 문을 부수지만 살림은 제이브드가 갱단에 의해 총에 맞아 죽기 전에 죽인다. 라티카에 안도한 자말은 첫 번째 답인 아라미스를 추측하고 선택한다. 그는 정확하고 대상을 수상한다. 자말과 라티카는 기차역 플랫폼에서 만나 키스한다. 클로징 크레딧에는 인도 영화 스타일의 뮤지컬 번호 "Jai Ho"가 포함된다.

## 캐스팅
- 데브 파텔 - 자말 말릭 역
  - 타나이 크헤다 - 소년 자말 말릭 역
  - 아유시 마헤시 케데카 - 어린 자말 말릭 역
- 프리다 핀토 - 라티카 역
  - 탄비 가네시 론카 - 소녀 라티카 역
  - 루비아나 알리 - 어린 라티카 역
- 마드허 미탈 - 자말의 형, 살림 말릭 역
- 아닐 카푸르 - 퀴즈쇼 진행자, 프렘 쿠마 역
- 이르판 칸 - 취조 수사관 역
- 산치타 초드하리 - 자말의 엄마 역
- 라젠드라나스 줏시 - 퀴즈쇼 연출자 역

## 한국판 성우진(KBS)
- 남도형 - 자말(데브 파텔)
- 신성호 - 프렘(아닐 카푸르)
- 이선 - 라티카(프리다 핀토) / 소년 자말(타나이 크헤다)
- 박지윤 - 소녀 라티카(탄비 가네시 론카)
- 정훈석 - 살림(마드허 미탈)
- 최창석 - 소년 살림(아슈토시 로보 가지와라)
- 김준 - 조사관(이르판 칸)
- 서문석 - 스리니바스(사우라브 슈클라) / 해외 관광객(윌리엄 렐튼)
- 유해무 - 자베드(마헤쉬 만레카)
- 류다무현 - 마만(안쿠 비칼)
- 정현경 - 해외 관광객(자넷 드 비뉴)
- 방우호 - 퀴즈 프로그램 제작진(라젠드라나트 주트쉬)
- 오인실 - 해외 관광객(미아 드레이크 인더비친)
- 김석환 - 콜 센터 교육생(아르피 라바)
- 박희은 - 퀴즈 프로그램 제작진(자네바 탤와르) / 콜 센터 직원(바룬 배그리)

## 수상
슬럼독 밀리어네어는 그해 각종 세계 영화제나 시상식에서 88개 부문의 상을 독식하였다.
- 미국 아카데미 시상식
  - 작품상, 감독상, 각색상, 촬영상, 편집상, 음악상, 음향효과상, 주제가상
- 영국 아카데미 시상식
  - 작품상, 감독상, 각색상, 편집상, 촬영상, 음악상, 음향상